# ألفرد بورن
ألفرد بورن (بالإنجليزية: Alfred Bourne)‏ (1898 في المملكة المتحدة - 1939) هو لاعب كرة قدم بريطاني (وحمل سابقاً جنسية المملكة المتحدة لبريطانيا العظمى وأيرلندا) في مركز حراسة المرمى. لعب مع بورت فايل.